# Lainzer Tiergarten
Lainzer Tiergarten er et 24,50 km²  naturreservat i det sydvestlige hjørne af Østrigs hovedstad Wien, hvor 80% er dækket af spredt skov. Området daterer sig tilbage til 1561, hvor Ferdinand I af Østrig oprettede det som et indhegnet jagtområde for sin familie. Siden 1919 har det været åbent for offentligheden. Dets navn er afledt af dets beliggenhed ved distriktet Lainz i 13. bezirk Hietzing og fra Tiergarten, der på tysk betyder dyrehave eller zoo.

## Beliggenhed
Lainzer Tiergarten er beliggende primært i Wiens 13. bezirk Hietzing og en lille del i Laab im Walde, Niederösterreich. Floden Wien løber på dets nordside og Liesingerbach på dets sydside.

## Historie
Lainzer Tiergarten blev oprettet af Kejser Ferdinand I i 1561, hvor området var indhegnet med et træhegn for at skabe et privat jagtområde for kejserens familie. I 1781 blev træhegnet erstattet af en stenmur. Efter Østrig-Ungarns fald blev området til offentligt naturreservat, hvilket det er forblevet lige siden med undtagelse af perioden fra 1940 til 1955, hvor området var lukket fuldstændigt. Indtil år 1973 måtte man betale entre for at komme på området, men siden da har det været åbent til fri benyttelse.
En stor del af Lainzer Tiergarten gik tabt efter 1. verdenskrig, da den såkaldte Friedenstadt ("Fredsby"), et nabolag blev konstrueret i dets østlige del. Den gamle mur kan stadig ses i Hörndlwald øst for Lainzer Tor.
Gundet konstruktionen af Westautobahnen i 1960'erne gik det nordvestlige hjørne af reservatet ligeledes tabt. Denne gang kom der dog en kompensation i form af, at en del af Laaber Wald, som er i det sydvestlige hjørne, blev indlemmet i reservatet.

## Dyreliv
I dag er Lainzer Tiergarten hjem for mellem 800 og 1.000 vildsvin, 200 til 250 dådyr, cirka 700 af en art af caprinaer og 80 til 100 kronhjorte.